# Paractenopsyllus goodmani
Paractenopsyllus goodmani är en loppart som beskrevs av Duchemin 2003. Paractenopsyllus goodmani ingår i släktet Paractenopsyllus och familjen smågnagarloppor. Inga underarter finns listade i Catalogue of Life.